# Cléophas Léger
Pour les articles homonymes, voir Léger.
Joseph Cléophas Léger est un employé de chemin de fer et un homme politique canadien.

## Biographie
Joseph Cléophas Léger est né le 10 septembre 1913 à Memramcook, au Nouveau-Brunswick. Son père est Maximilien Léger et sa mère est Pamela LeBlanc. Il étudie au Collège Saint-Joseph de Memramcook. Il épouse Blanche Johnson le 11 novembre 1946.
Il est député de Westmorland à l'Assemblée législative du Nouveau-Brunswick de 1952 à 1974 en tant que libéral. Il est aussi conseiller de la paroisse de Dorchester au conseil municipal du comté de Westmorland en 1951.
Il est président de la Chambre de commerce de Memramcook entre 1951 et 1952, président de la Ligue du Sacré-Cœur et membre du Club Beauséjour. Il meurt le 9 avril 1991 à Moncton (Nouveau-Brunswick).